# La vita in comune
La vita in comune è un film del 2017 diretto da Edoardo Winspeare. 
Il film fu presentato nel settembre 2017 alla 74ª Mostra internazionale d'arte cinematografica di Venezia nella sezione Orizzonti.

## Trama
Il titolo è da intendersi sia nel senso di "vita in comunità", sia nel senso della vita in consiglio comunale, in questo caso del comune di Disperata, piccolo paese dimenticato del Salento. Protagonista è il sindaco Filippo Pisanelli, depresso e rassegnato sindaco che non vede possibilità di ripresa dall'immobilismo e dalla miseria culturale. Idealista, appassionato di poesia, tiene delle lezioni di letteratura ai detenuti nel carcere di Lecce. In carcere conosce Pati, un esponente minore della malavita locale, che insieme a suo fratello Angiolino sogna di fare la rapina del secolo e di diventare un boss della zona. L'incontro con la letteratura e una provvidenziale telefonata del Papa cambiano l'animo dei due, ormai ex-criminali, che si convertono all'arte e alla bellezza della natura, mentre il sindaco ritrova il coraggio di battersi per le proprie idee e di proporre dei visionari progetti di rinascita, anche in una piccola realtà lontana dai gradi centri di potere. La ricomparsa della foca monaca viene vista come segnale del cambiamento e la vita di Filippo si riscatta all'insegna di un coraggioso tuffo nello splendido mare della Puglia.

## Produzione
Il film è stato girato in Terra di Leuca, nei comuni di Tiggiano, Corsano, Salve, Gagliano del Capo, Tricase. La realizzazione è stata possibile con il sistema del crowdfunding. 